# (2431) Skovoroda
(2431) Skovoroda es un asteroide perteneciente al cinturón de asteroides, descubierto el 8 de agosto de 1978 por Nikolái Stepánovich Chernyj desde el Observatorio Astrofísico de Crimea (República de Crimea).

## Designación y nombre
Designado provisionalmente como 1978 PF3. Fue nombrado Skovoroda en honor al filósofo y poeta del Imperio ruso Grigori Skovorodá.